# 畝部村
畝部村（うねべむら）は、かつて愛知県碧海郡にあった村である。
現在の豊田市南部（畝部東町・畝部西町・配津町など）に該当する。

## 歴史
- 1872年（明治5年） - 宗定村が北宗定村と南宗定村に分立する。
- 1878年（明治11年） - 北宗定村と南宗定村が合併し、宗定村となる。
- 1889年（明治22年）10月1日 - 中切村、宗定村、川端村、上中島村、阿弥陀堂村、国江村、配津村が合併し、畝部村が発足。
- 1906年（明治39年）5月1日 - 寿恵野村、枡塚村、上野村、和会村と合併し、上郷村が発足。同日畝部村は廃止。

## 教育
- 畝部尋常小学校（現・豊田市立畝部小学校）